# Dýmes (Chypre)
Pour les articles homonymes, voir Dýmes.
Dýmes (grec moderne : Δύμες) est un village de Chypre de plus de 165 habitants.